# قائمة الهيكل التنظيمي للجهاز الحكومي في الأردن
هذه قائمة بالهيكل التنظيمي للجهاز الحكومي في الأردن بالإضافة إلى المؤسسات والدوائر التابعة أو جهات الارتباط التي تنضوي تحت هذه المؤسسات.

## رئاسة الوزراء
- دائرة المخابرات العامة
- ديوان المحاسبة
- ديوان الخدمة المدنية
- ديوان التشريع والرأي
- هيئة الاستثمار
- هيئة الطاقة الذرية الأردنية
- هيئة اعتماد مؤسسات التعليم العالي وضمان جودتها
- هيئة الاعلام
- هيئة النزاهة ومكافحة الفساد
- الهيئة الهاشمية للمصابين العسكريين
- أمانة عمان الكبرى
- البنك المركزي الأردني
- سلطة اقليم البتراء التنموي السياحي
- مؤسسة الإذاعة والتلفزيون الأردنية
- وكالة الأنباء الأردنية
- مؤسسة استثمار الموارد الوطنية وتنميتها
- المجلس الاقتصادي والاجتماعي الأردني
- المؤسسة الأردنية الاقتصادية والاجتماعية للمتقاعدين العسكريين والمحاربين القدماء
- المركز الوطني للأمن وإدارة الأزمات
- دائرة قاضي القضاة
  - مؤسسة تنمية أموال الأيتام
- سلطة منطقة العقبة الاقتصادية الخاصة
- هيئة الاوراق المالية
- دائرة الإفتاء العام
- المجلس الأعلى لحقوق الأشخاص ذوي الأعاقة
- المجلس التمريضي الأردني
- المجلس الأعلى للعلوم والتكنولوجيا
- المركز الوطني لتطوير المناهج
- هيئة تنظيم قطاع الطاقة والمعادن
- مجمع اللغة العربية الأردني

## مجلس الأمة
- مجلس الأعيان
- مجلس النواب

## وزارة المالية
- دائرة الموازنة العامة
- الجمارك الأردنية
- دائرة اللوازم العامة
- دائرة ضريبة الدخل والمبيعات
- دائرة الأراضي والمساحة

## وزارة الخارجية وشؤون المغتربين
- دائرة الشؤون الفلسطينية
- المعهد الدبلوماسي الأردني

## وزارة الصناعة والتجارة والتموين
- المؤسسة الأردنية لتطوير المشاريع الاقتصادية
- مؤسسة المواصفات والمقاييس الأردنية
- المؤسسة الاستهلاكية المدنية
- دائرة مراقبة الشركات

## وزارة الداخلية
- مديرية الأمن العام
- المديرية العامة للدفاع المدني
- المديرية العامة لقوات الدرك
- دائرة الاحوال المدنية والجوازات

## وزارة العدل
- المعهد القضائي الأردني

## وزارة الإدارة المحلية
- بنك تنمية المدن والقرى

## وزارة التخطيط والتعاون الدولي
- دائرة الإحصاءات العامة

## وزارة الاشغال العامة والإسكان
- المؤسسة العامة للإسكان والتطوير الحضري
- دائرة العطاءات الحكومية

## وزارة التنمية الاجتماعية
- صندوق المعونة الوطنية
- سجل الجمعيات

## وزارة السياحة والآثار
- دائرة الآثار العامة

## وزارة النقل
- مؤسسة الخط الحديدي الحجازي الأردني
- هيئة تنظيم النقل البري
- مؤسسة سكة حديد العقبة
- الهيئة البحرية الأردنية
- هيئة تنظيم الطيران المدني
- دائرة الارصاد الجوية

## وزارة المياه والري
- سلطة وادي الأردن
- سلطة المياه

## وزارة العمل
- المؤسسة العامة للضمان الاجتماعي
- مؤسسة التدريب المهني
- صندوق التنمية والتشغيل
- هيئة تنمية وتطوير المهارات المهنية والتقنية

## وزارة الصحة
- المؤسسة العامة للغذاء والدواء
- دائرة الشراء الموحد للأدوية والمستلزمات الطبية
- المجلس الطبي الأردني
- المجلس الصحي العالي

## وزارة الزراعة
- المركز الوطني للبحوث الزراعية
- مؤسسة الإقراض الزراعي
- المؤسسة التعاونية الأردنية

## وزارة الأوقاف والشؤون والمقدسات الإسلامية
- صندوق الزكاة
- مؤسسة تنمية أموال الأوقاف
- صندوق الحج

## وزارة الاقتصاد الرقمي والريادة
- مركز تكنولوجيا المعلومات الوطني
- صندوق توفيرالبريد
- هيئة تنظيم قطاع الاتصالات

## وزارة الثقافة
- المركز الثقافي الملكي
- دائرة المكتبة الوطنية

## وزارة الدفاع
- القوات المسلحة الأردنية-الجيش العربي
- المركز الجغرافي الملكي